# 魯珀特·葛瑞森-威廉斯
魯珀特·葛瑞森-威廉斯（英語：Rupert Gregson-Williams；1966年10月12日—），又譯作魯伯特·葛雷森-威廉士，是一位英國作曲家、指揮家和音樂製作人，以電玩遊戲和電影配樂而知名，包括2016年的《鋼鐵英雄》、2017年的《神力女超人》及電玩遊戲《戰地風雲2：現代戰爭》。

## 生平
魯珀特出生於英國奇徹斯特，曾就讀於蘭西學院和劍橋大學聖約翰學院。他有一個哥哥哈利·葛瑞森-威廉斯也是一位作曲家。
他曾被黃金時段艾美獎最佳迷你劇集、電影或特別節目編曲提名，並且是BMI獎和歐洲電影獎獲獎者。

## 外部連結
- 魯珀特·葛瑞森-威廉斯在互联网电影资料库（IMDb）上的資料（英文）
- 魯珀特·葛瑞森-威廉斯的X（前Twitter）
- 魯珀特·葛瑞森-威廉斯的Facebook專頁